# Escopetarra

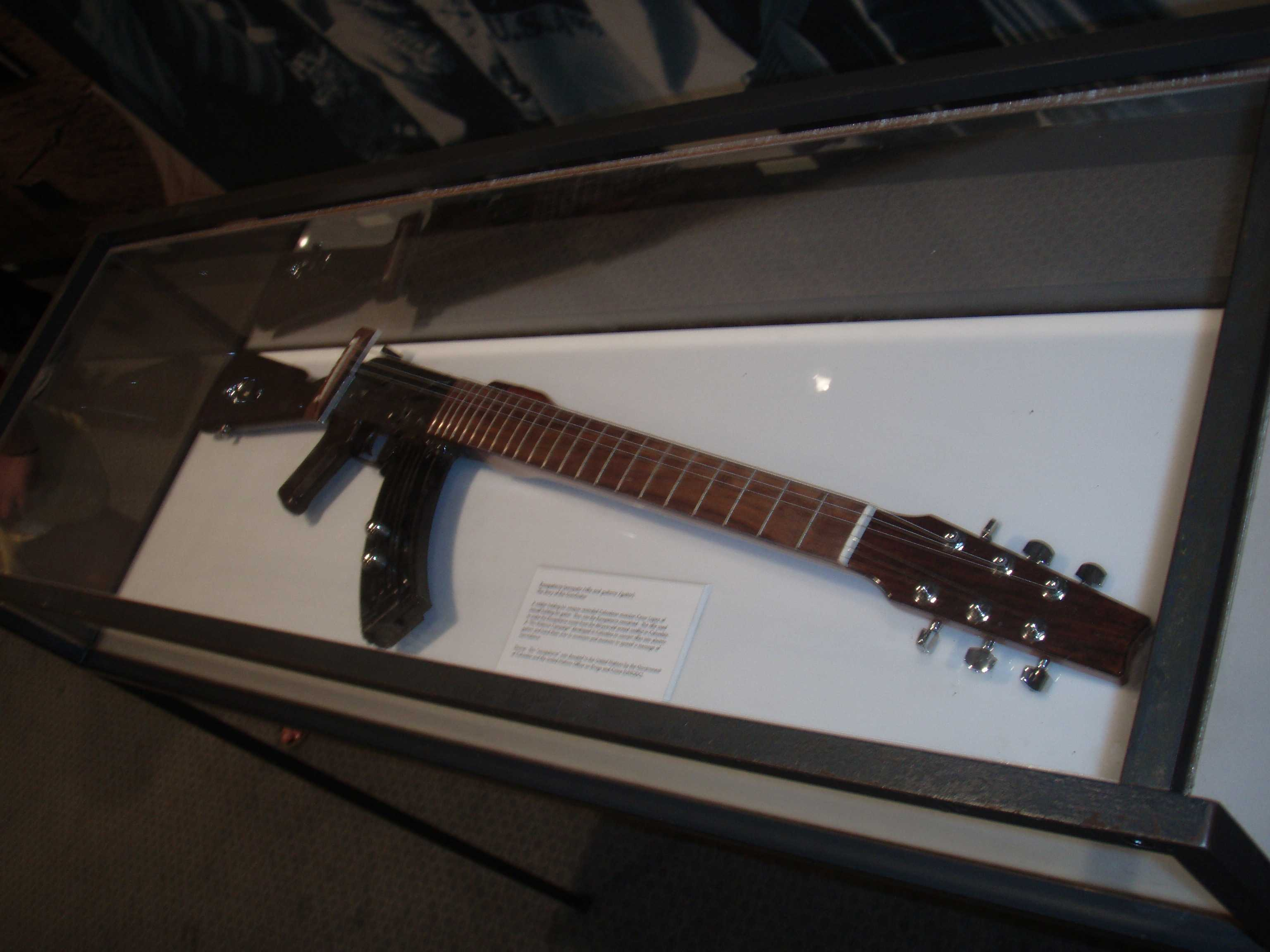
Escopetarra em exposição na sede da Organização das Nações Unidas.

Uma escopetarra é uma guitarra construída a partir de uma arma de fogo modificada, usada como um símbolo da paz. O nome deriva da união das palavras escopeta (palavra de origem italiana, designando espingarda) e guitarra

## História
A escopetarra foi inventada pelo ativista colombiano César López, em 2003 em uma reunião em Bogotá, quando soube que um soldado havia utilizado uma arma como guitarra em um protesto a favor da paz. A primeira escopetarra foi feita em 2003, a partir de uma Winchester e uma guitarra elétrica Stratocaster 
López inicialmente possuía cinco escopetarras construídas pelo colombiano Alberto Paredes, quatro das quais foram ao músico colombiano Juanes, ao músico argentino Fito Páez, ao Programa das Nações Unidas para o Desenvolvimento e ao governo de Bogotá, mantendo uma réplica consigo próprio. Juanes, posteriormente, vendeu sua escopetarra por US$17,000, para ajudar uma fundação de auxílio a vítimas de minas antipessoal enquanto a escopetarra dada à ONU foi exibida em junho de 2006, na Conferência do Desarmamento da ONU.
Em 2006, López adquiriu 12 fuzis de assalto AK-47, planejando convertê-los em guitarras, dando-os de presente aos músicos Shakira, Carlos Santana, Juanes e Paul McCartney, bem como a alguma figura proeminente que tivesse feito algo em prol da paz, como o Dalai Lama. Contudo, um assistente do Dalai Lama afirmou que este havia rejeitado a oferta de López, afirmando que seria inapropriado ao pacifista receber uma arma como presente. Um foi dado ao cantor queniano Eric Wainaina, por ocasião do Dia Internacional contra o Abuso e Tráfico Ilícito de Drogas do UNODC, em 2008, para honrar seu compromisso como mensageiro da não violência da UNODC.

## Instrumentos semelhantes
- Durante a década de 1980, Pete Tosh, do grupo de reggae jamaicano The Wailers tocou uma guitarra construída sobre um fuzil de assalto M-16.[8]

- Um instrumento similar a uma escopetarra foi construído a partir de um fuzil AK-47 e um violoncelo; o mesmo foi utilizado em 2011, por ocasião de concertos do àlbum Symphony Soldier, pela banda The Cab.